# Rómulo García
Rómulo García (Buenos Aires, 24 de marzo de 1927 - Bahía Blanca, 18 de diciembre de 2005). Nació en Buenos Aires el 24 de marzo de 1927. El 9 de agosto de 1975 el papa Pablo VI lo eligió obispo titular de Uzita y auxiliar de Mar del Plata, y en 1976 lo designó obispo de la diócesis marplatense

## Historia
Realizó sus estudios eclesiásticos en los seminarios de González Chávez y San José, de La Plata, con maestros como Enrique Rau, Raúl Francisco Primatesta, Ernesto Segura, Octavio Nicolás Derisi, Eduardo Pironio, todos ellos luego obispos, y algunos cardenales. Al concluir sus estudios fue ordenado sacerdote el 10 de diciembre de 1950, en Necochea.
Hasta 1959 fue profesor del seminario La Asunción, de Bahía Blanca y luego fundador y rector del Instituto Secundario Juan Eliçagaray, de González Cháves. En 1964 fue designado rector del seminario arquidiocesano La Asunción, cargo que ocupó hasta 1972 en que fue designado vicario general de la arquidiócesis bahiense.
Siendo vicario general de la arquidiócesis de Bahía Blanca, el 9 de agosto de 1975 el papa Pablo VI lo eligió obispo titular de Uzita y auxiliar de Mar del Plata, cuyo obispo era monseñor Eduardo Francisco Pironio. Recibió la ordenación episcopal el 24 de septiembre de ese año de manos de monseñor Pironio, quien recientemente había sido designado por Pablo VI pro-prefecto de la Congregación de Religiosos e Institutos Seculares. Fueron co-concelebrantes monseñor Jorge Mayer, arzobispo de Bahía Blanca, y monseñor Germiniano Esorto, primer arzobispo de la sede bahiense. 
La singular simpatía de que gozaba García, y las numerosas delegaciones del interior y de otras diócesis vecinas, especialmente de Mar del Plata, aconsejaron la realización de la celebración en el estadio del Club Estudiantes, donde, como se había previsto, la afluencia de fieles colmó totalmente el recinto. 
Al quedar vacante la sede de Mar del Plata, por el traslado a Roma de monseñor Pironio, el 19 de enero de 1976 Pablo VI lo designó obispo de la diócesis marplatense de la que tomó posesión el 19 de febrero de ese mismo año, siendo el tercer obispo de la Diócesis de Mar del Plata.
El 31 de mayo de 1991, el Papa Juan Pablo II lo promovió a la sede arzobispal de Bahía Blanca, de la que tomó posesión el 24 de setiembre de 1991.
Al cumplir los 75 años elevó la renuncia al gobierno pastoral de Bahía Blanca, la que le fue aceptada por el Santo Padre el 15 de junio de 2002.
Falleció el 18 de diciembre de 2005, el 18 de diciembre de 2013, los restos mortales de monseñor Rómulo García, recibieron sepultura definitiva en la capilla de los difuntos en la Catedral de Nuestra Señora de la Merced (Bahía Blanca).